# رندویک، نیو ساوت ولز
رندویک (به انگلیسی: Randwick) یک حومه شهر در استرالیا است که در نیو ساوت ولز واقع شده‌است.